# Martin Möbus
Martin Möbus (Zeisdorf, 9 maggio 1917 – Pori, 2 giugno 1944) è stato un militare e aviatore tedesco, asso della forza da bombardamento in picchiata della Luftwaffe durante la seconda guerra mondiale, avendo distrutto più di 60 carri armati, cinque treni corazzati, numerosi ponti, un incrociatore e una nave cisterna da 14.000 tonnellate lorde nel corso di circa 800 missioni.  Decorato con la Croce di Cavaliere della Croce di Ferro con fronde di quercia, con la Croce di Ferro di prima classe, l'Ordine militare della Croce Tedesca in oro, e con la Coppa d'onore della Luftwaffe.

## Biografia

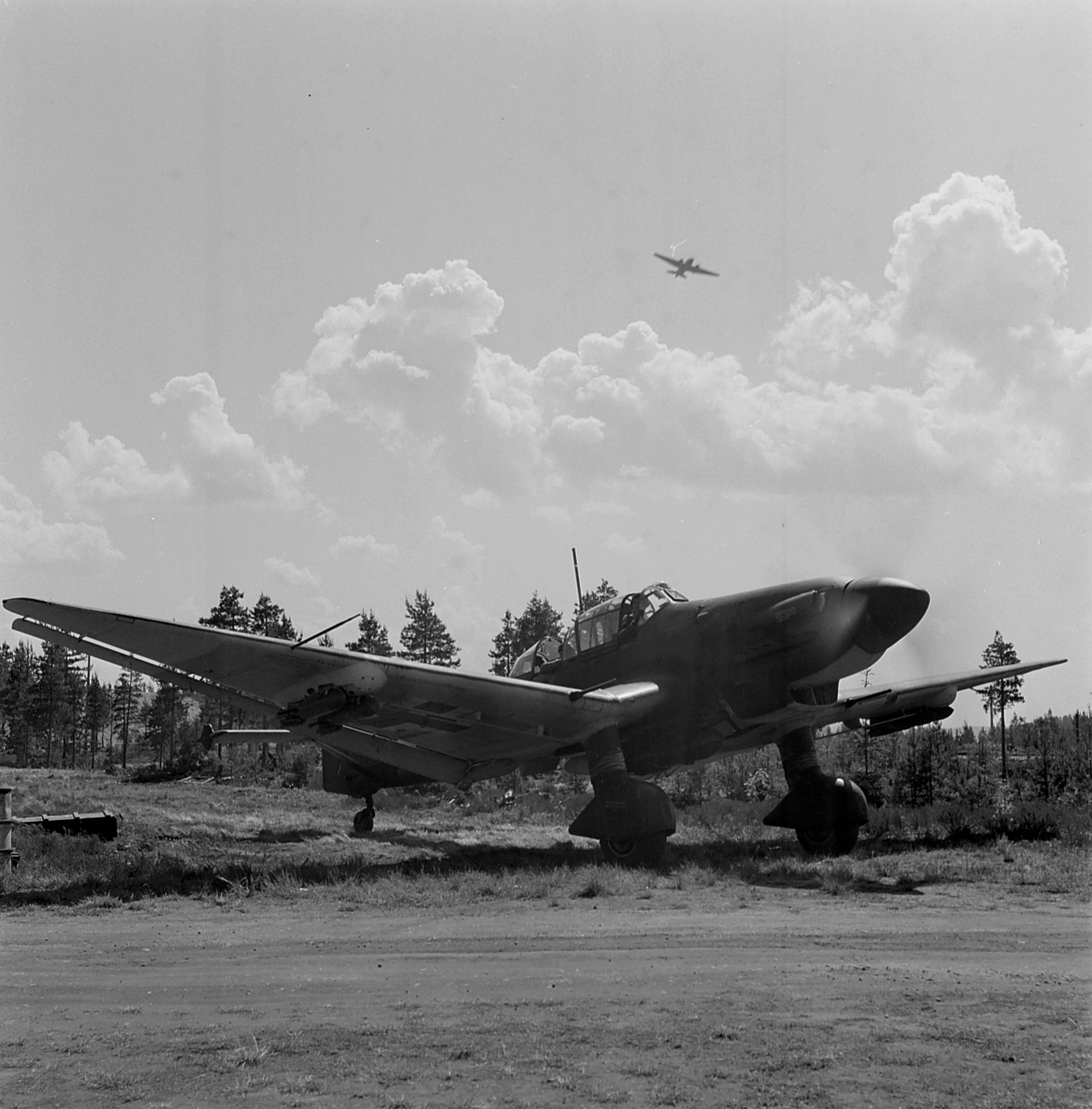
Uno Junkers Ju 87D-5 fotografato su un campo d'aviazione in Finlandia nel corso del 1944.

Nacque a Zeisdorf, nel distretto di Lausitz, il 9 maggio 1917. Mentre frequentava il ginnasio divenne un ottimo pilota di aliante, e quindi al termine degli studi si arruolò nella Luftwaffe come Fahnenjunker nell'aprile del 1935. Promosso leutnant il 24 febbraio 1938, fu assegnato in servizio presso lo I./St.G 1 (Stukageschwader 1) dopo aver completato la sua formazione come pilota di bombardieri in picchiata. Con questa unità, nel settembre 1939 prese parte all'invasione della Polonia, dove fu decorato con la Croce di Ferro di seconda classe. Nell'aprile del 1940 partecipò con il suo reparto all'invasione della Norvegia, distinguendosi in numerosi attacchi contro le navi da guerra britanniche, in particolare nel fiordo di Namsos. A causa degli spettacolari risultati ottenuti in combattimento il 5 maggio 1940 fu decorato con la Croce di Ferro di prima classe e, appena tre giorni dopo, insieme a Paul-Werner Hozzel, Gerhard Grenzel ed Elmar Schäfer, divenne uno dei primi piloti di Junkers Ju 87 Stuka a essere insignito della Croce di Cavaliere della Croce di Ferro.
Promosso oberleutnant il 22 giugno 1940, tra la fine di quell'anno e l'inizio del 1941, prese parte ai combattimenti nel settore del Mediterraneo,  in particolare sull'isola di Malta e nel Nord Africa. Successivamente prestò servizio come istruttore di volo a Graz, ritornando al fronte solo nel febbraio 1942, quando fu nominato Staffelkapitän del 3./St.G 2 "Immelmann" combattendo poi sul fronte orientale. Il 9 gennaio 1942 venne promosso hauptmann. 
Dopo aver portato a termine una serie di difficili missioni durante le offensive della primavera di quell'anno, il 10 maggio fu insignito della Ordine militare della Croce Tedesca in oro e il 24 agosto ricevette il Ehrenpokal. Completò la sua 400ª missione di combattimento nel gennaio 1943. 
Nel luglio dello stesso anno fu nominato Kommandeur del neocostituito I./SG 5 (Schlachtgeschwader 5), operando nel settore "polare" del fronte russo, dove ebbe grande successo nonostante le avverse condizioni climatiche. Promosso maggiore (major) il 20 aprile 1944, cinque giorni dopo fu il 463º soldato tedesco a ricevere da Adolf Hitler le foglie di quercia sulla Croce di Cavaliere della Croce di Ferro, dopo aver completato più di 750 missioni di combattimento. Il 2 giugno 1944 rimase ucciso in un incidente automobilistico vicino a Pori, in Finlandia. Il suo corpo fu poi tumulato nel cimitero di Rovaniemi. Al momento della sua morte aveva condotto un totale di circa 800 missioni di combattimento, durante le quali aveva distrutto più di 60 carri armati, cinque treni corazzati, numerosi ponti, un incrociatore e una nave cisterna da 14.000 tonnellate lorde (BRT).

### Fonti
1. 1 2 3 4 5 6 7 8 9 10 11 12 13 14  Luftwaffe 39-45.
2. 1 2 3  Traces of War.